# Pyromorphite
La pyromorphite est une espèce minérale composée de chloro-phosphate anhydre de plomb de formule Pb5(PO4)3Cl. Elle contient également des traces de fluor, radium, calcium, chrome et de vanadium. La pyromorphite forme des pseudomorphoses communes avec la galène et la cérusite. À noter que la variété polysphaerite considérée longtemps comme une variété calcique de la pyromorphite a été élevée au rang d'espèce et reconnue par l'IMA sous le nom de phosphohedyphane.

## Historique de la description et appellations

### Inventeur et étymologie
Décrit par Johann Friedrich Ludwig Hausmann en 1813. Martin Heinrich Klaproth l’avait déjà analysée partiellement en 1784. Le nom dérive du grec "PYROS" = feu et "MORPHO" = forme, en allusion aux formes que prend le minéral fondu.

### Synonymie
Les termes suivants sont des synonymes de pyromorphite :
- bryoide ;
- campylite ;
- mine de plomb verte (Johan Gottschalk Wallerius, 1753)[5]
- phosphomimétite ;
- plomb phosphaté (René Just Haüy, 1809)[6] ;
- pseudocampylite.

Le terme sexangulite (Johann August Friedrich Breithaupt, 1863) n'est pas un synonyme de pyromorphite (c'est une variété de galène), mais il désigne une pseudomorphose de cristaux de pyromorphite en galène, décrite dès 1801 par René Just Haüy dans les mines de Huelgoat-Poullaouen, Finistère France. Le nom sexangulite a été proposé par Breithaupt.

## Caractéristiques physico-chimiques

### Cristallochimie
La pyromorphite  fait partie du super-groupe de l’apatite et sert de chef de file à un sous-groupe de minéraux isostructuraux. Elle forme une série avec la mimétite d’une part et la vanadinite d’autre part.
| Minéral      | Formule      | Groupe ponctuel | Groupe d'espace |
| ------------ | ------------ | --------------- | --------------- |
| Mimétite     | Pb5(AsO4)3Cl | 6/m             | P63/m           |
| Pyromorphite | Pb5(PO4)3Cl  | 6/m             | P63/m           |
| Vanadinite   | Pb5(VO4)3Cl  | 6/m             | P63/m           |

### Cristallographie
- Paramètres de la maille conventionnelle : a = 10 Å, c = 7,33 Å, Z = 2 ; V = 634.80
- Densité calculée = 7,10

## Gîtes et gisements

### Gîtologie et minéraux associés
GîtologieLa pyromorphite est un minéral secondaire fréquent dans la zone d’oxydation des gisements plombifères.
Minéraux associésbarite, cérusite, hémimorphite, galène, limonite, smithsonite, willémite, wulfénite.

### Gisements remarquables
- Allemagne

Veine Barbara, Hofsgrund, Schauinsland, Schauinsland Mt., Fribourg-en-Brisgau, Forêt Noire, Baden-Württemberg,
- Espagne

Mine El Horcajo, Mines de Horcajo, Ciudad Real, Castilla-La Mancha,
Clausthal, Hartz, Basse Saxe
- États-Unis

Bunker Hill Mine, Bunker Hill Properties, Kellogg, Coeur d'Alene District, Shoshone Co., Idaho, USA
- France

Mine des Farges, Ussel (Corrèze). Fermée en 1981, cette mine a donné de très beaux spécimens de collection, dans une grande variété de faciès.
Mine de Saint-Salvy, Saint-Salvy-de-la-Balme, Tarn, Midi-Pyrénées
Mine de Chaillac, Indre

## Exploitation des gisements
UtilisationsMinéral très commun qui peut servir de minerai accessoire pour le plomb.

## Pyromorphites et alimentation
Des pyromorphites peuvent être formées par interactions entre certains aliments par exemple par contact du plomb avec l'acide phosphorique de certains sodas sucrés, selon une réaction pouvant être reproduite in vitro.

## Galerie France

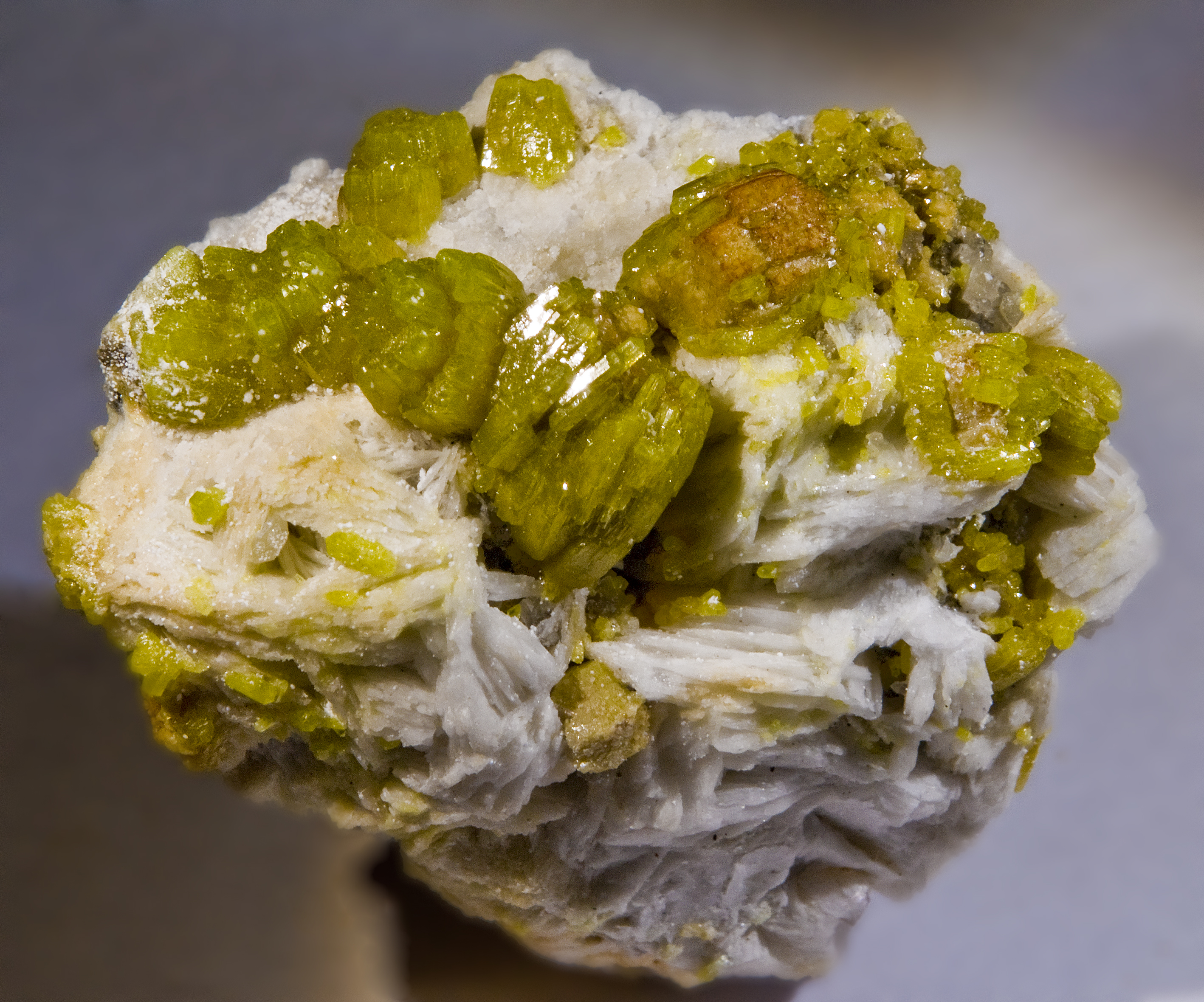
Pyromorphite sur baryte - Mine des Farges, Ussel, Corrèze  (5x4,3 cm)
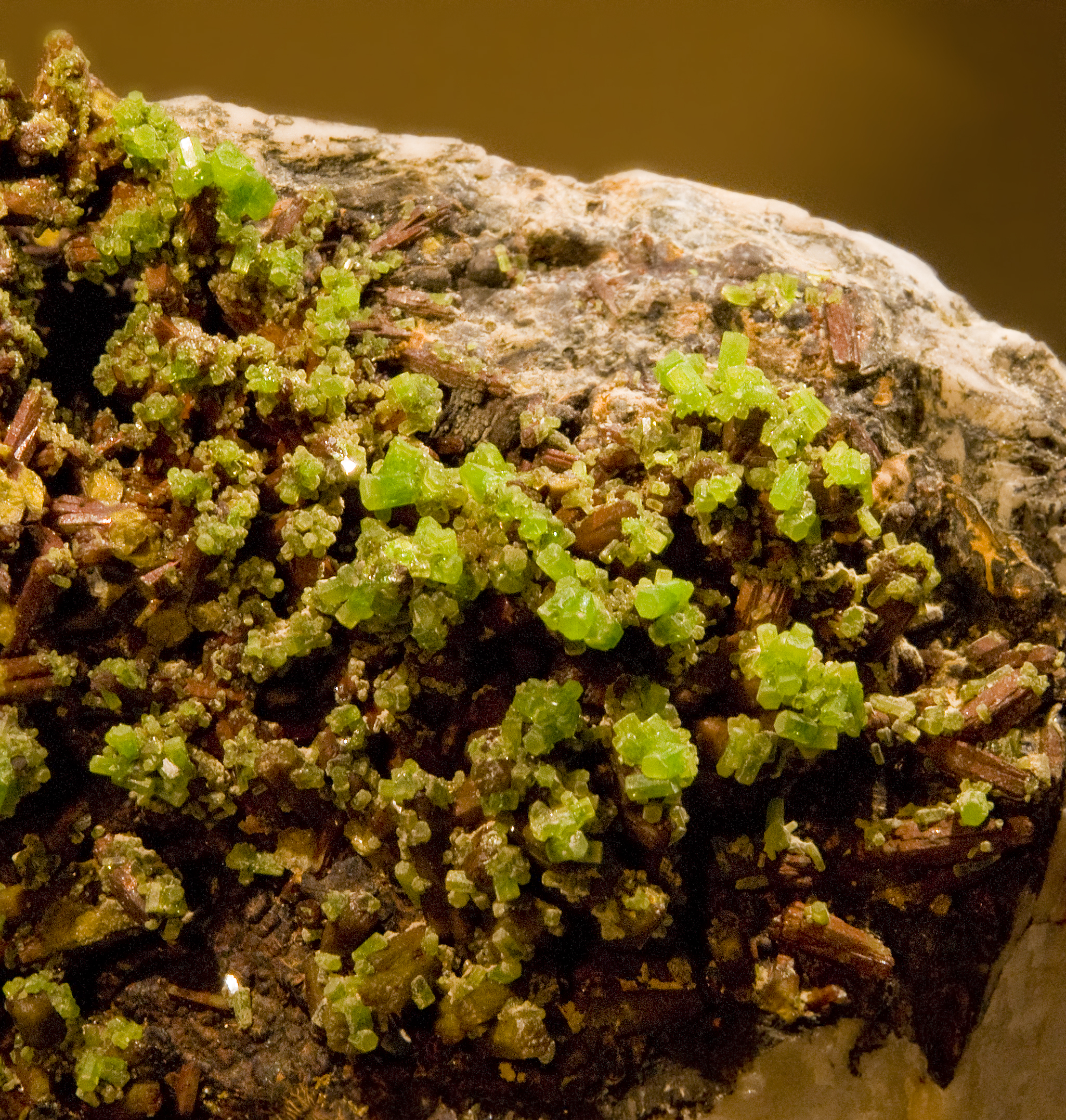
Pyromorphite  -Mine des Farges, Ussel, Corrèze, Limousin, France (6x5 cm)
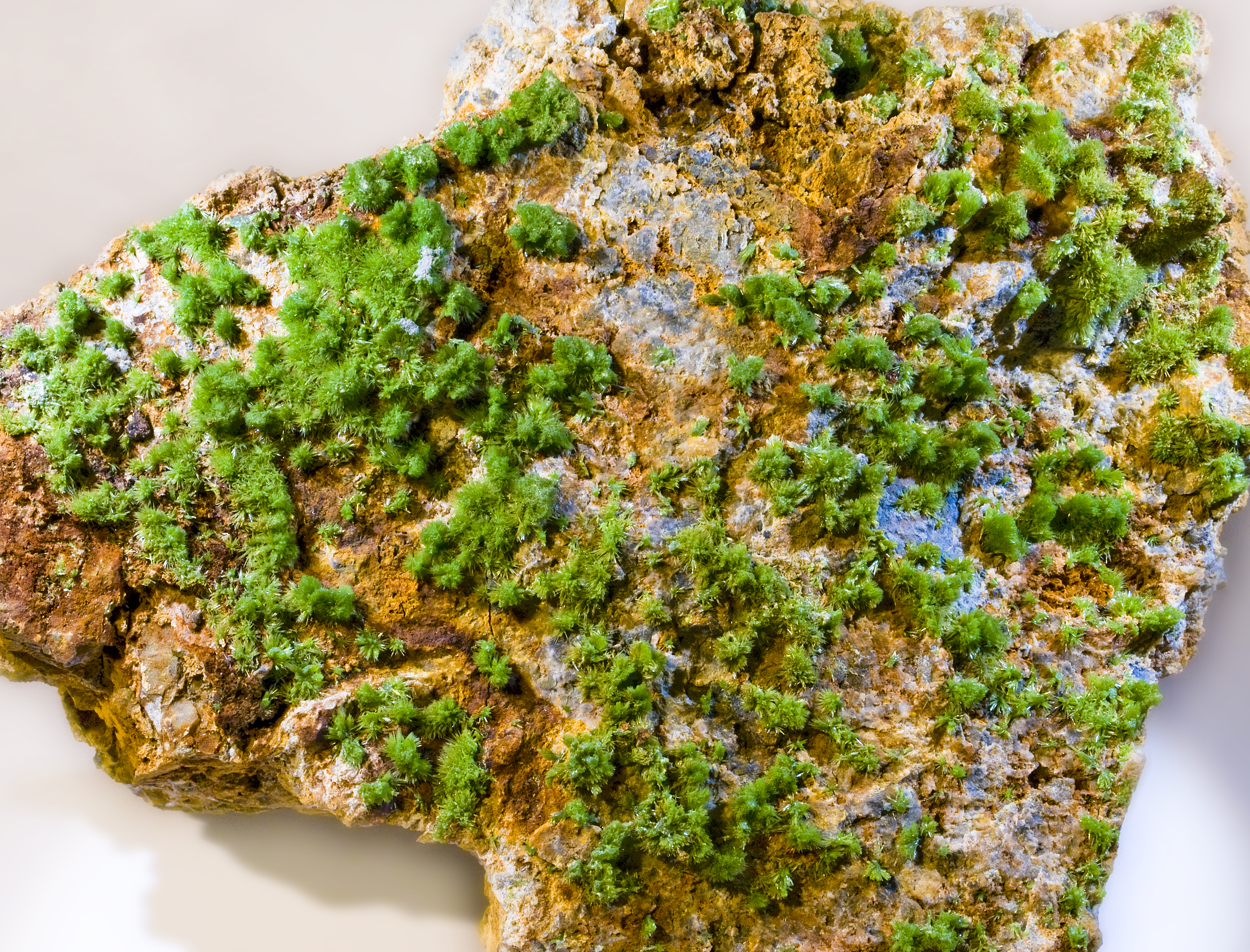
Pyromorphite - Mine de Saint-Salvy, Tarn (24x18 cm)
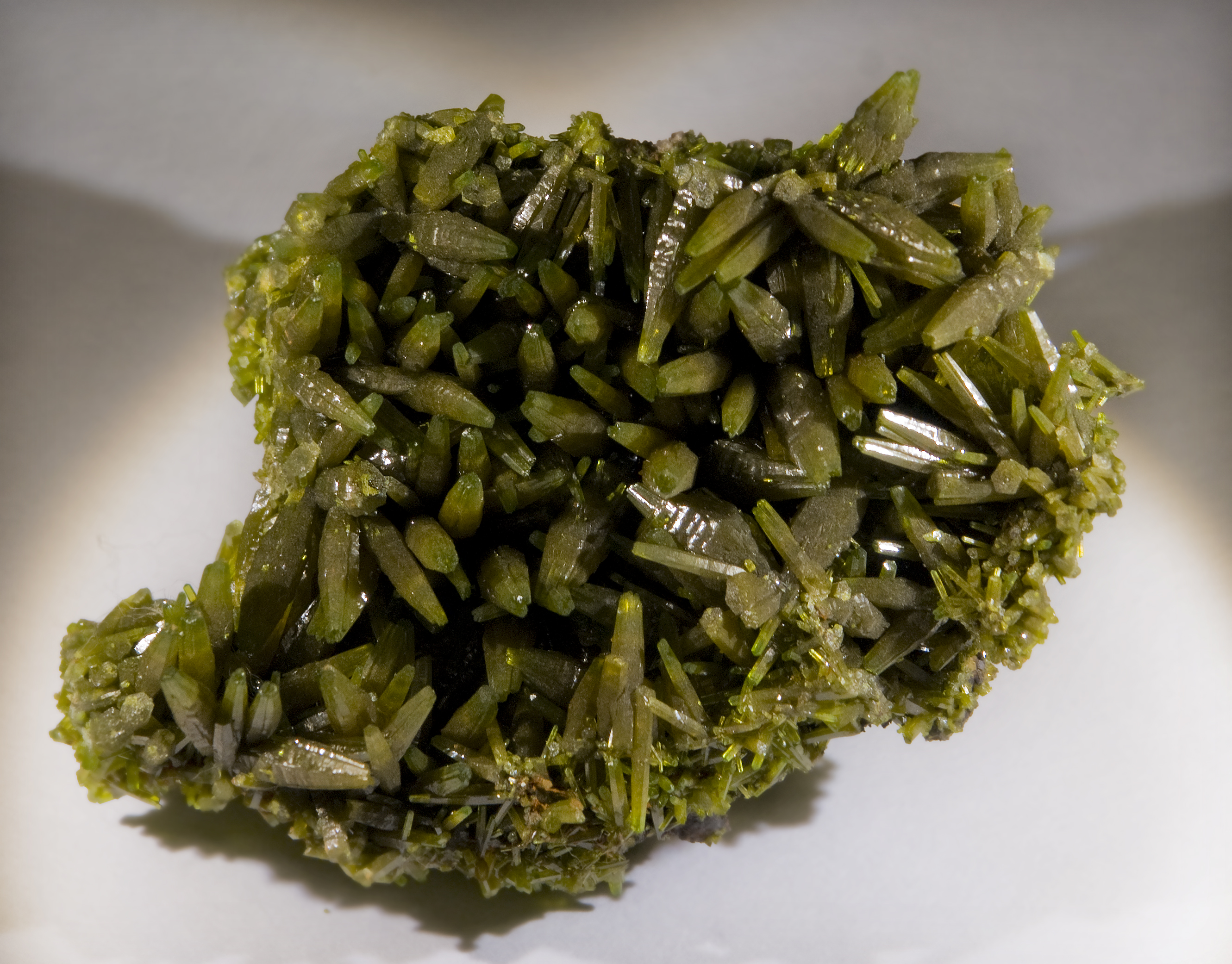
Pyromorphite - Mine de Chaillac, Indre (6.5x5 cm)

## Galerie Monde

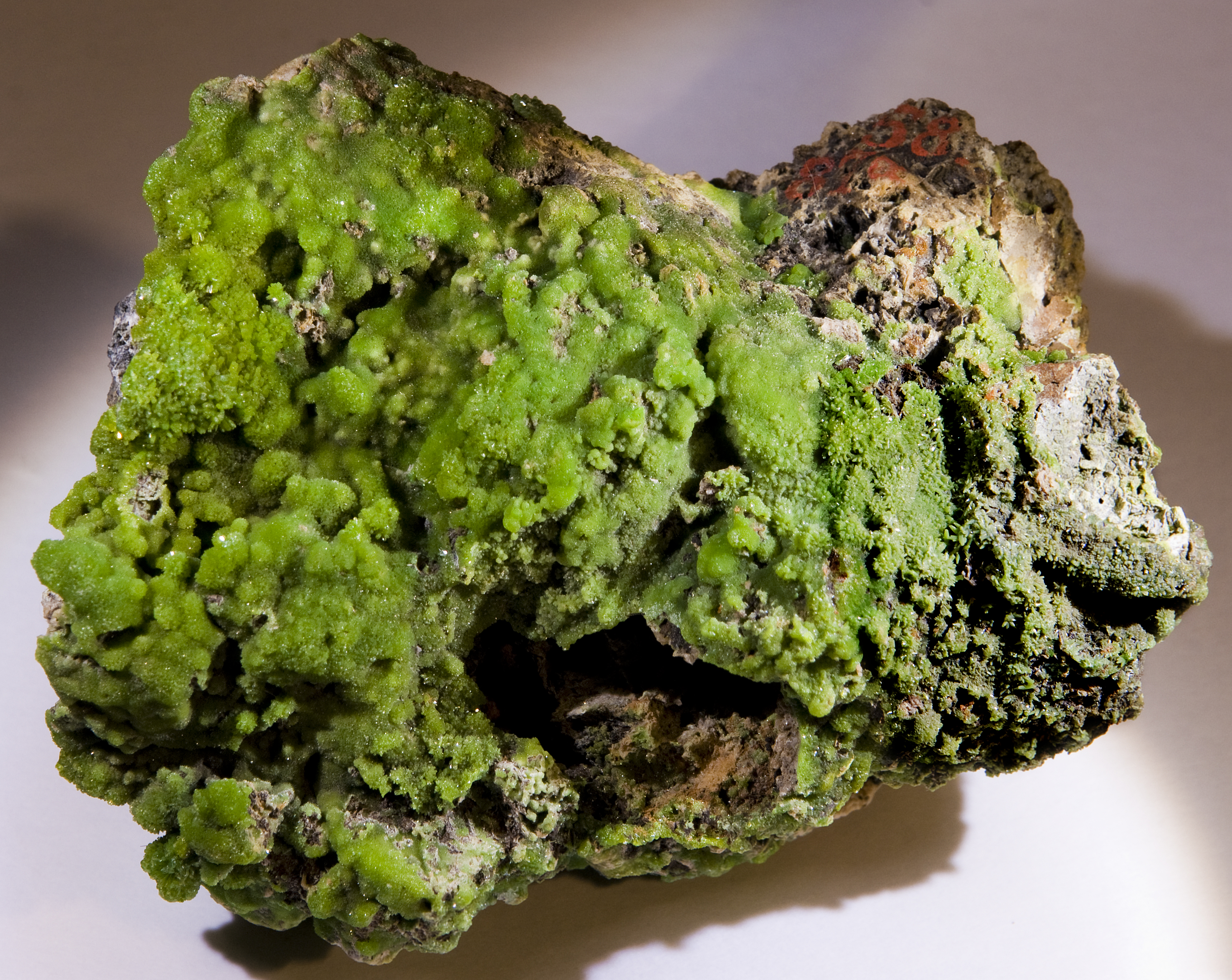
Pyromorphite - Freiburg im Breisgau, Baden-Württemberg, Allemagne (9x7cm))
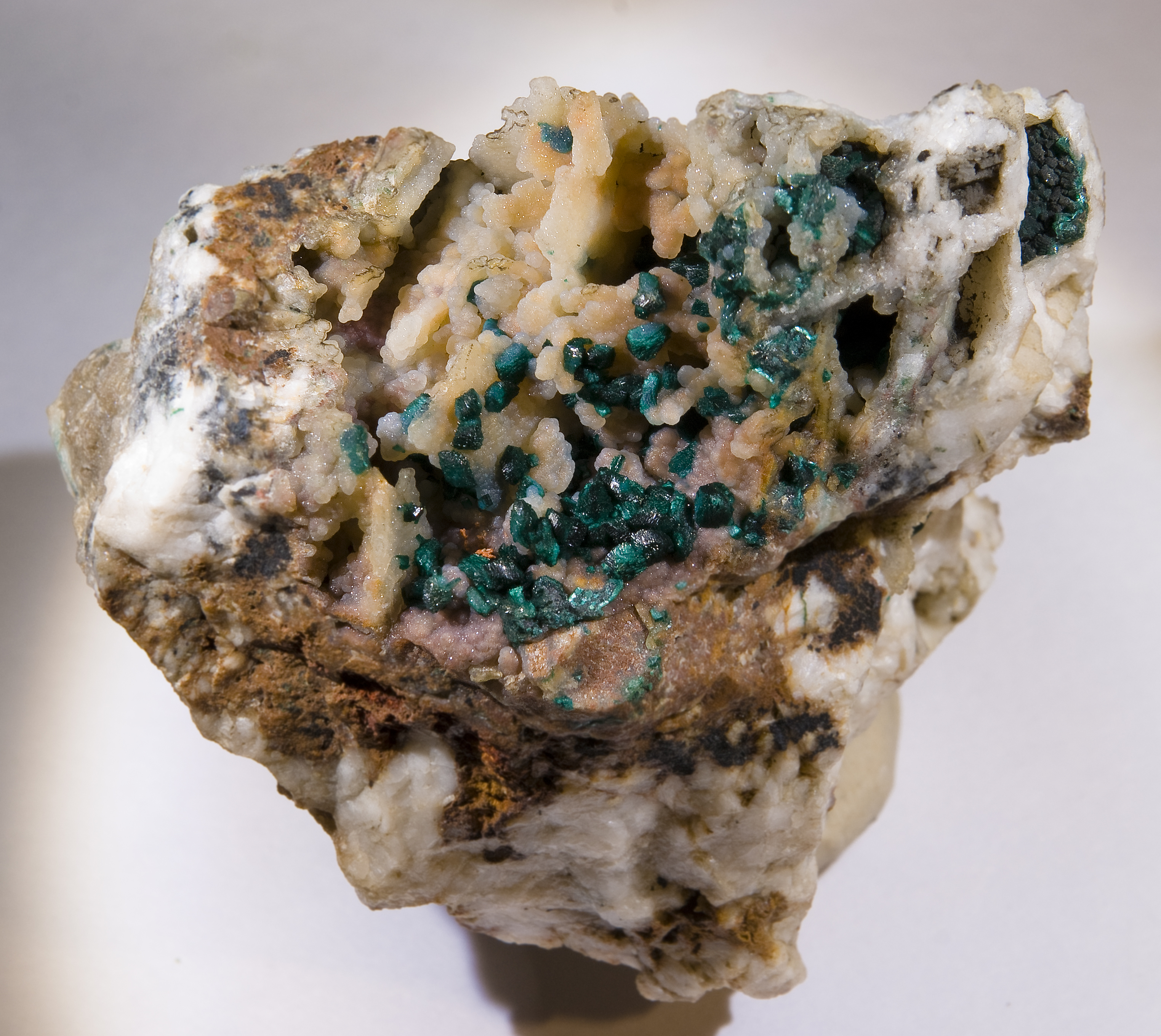
Pyromorphite sur quartz - Clausthal, Hartz, Basse Saxe, Allemagne (6x5cm)
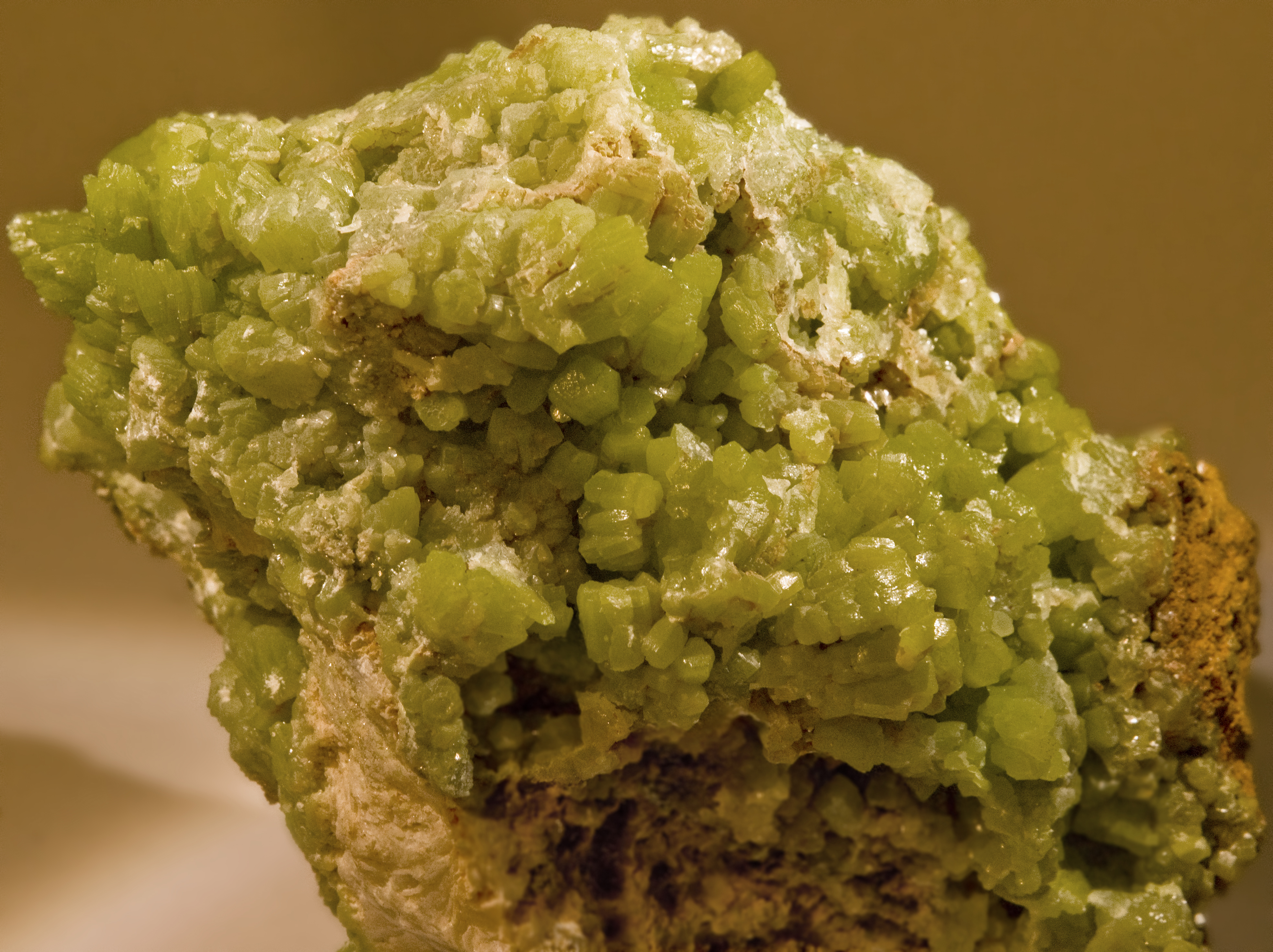
Mine El Horcajo, Espagne (12x9cm)
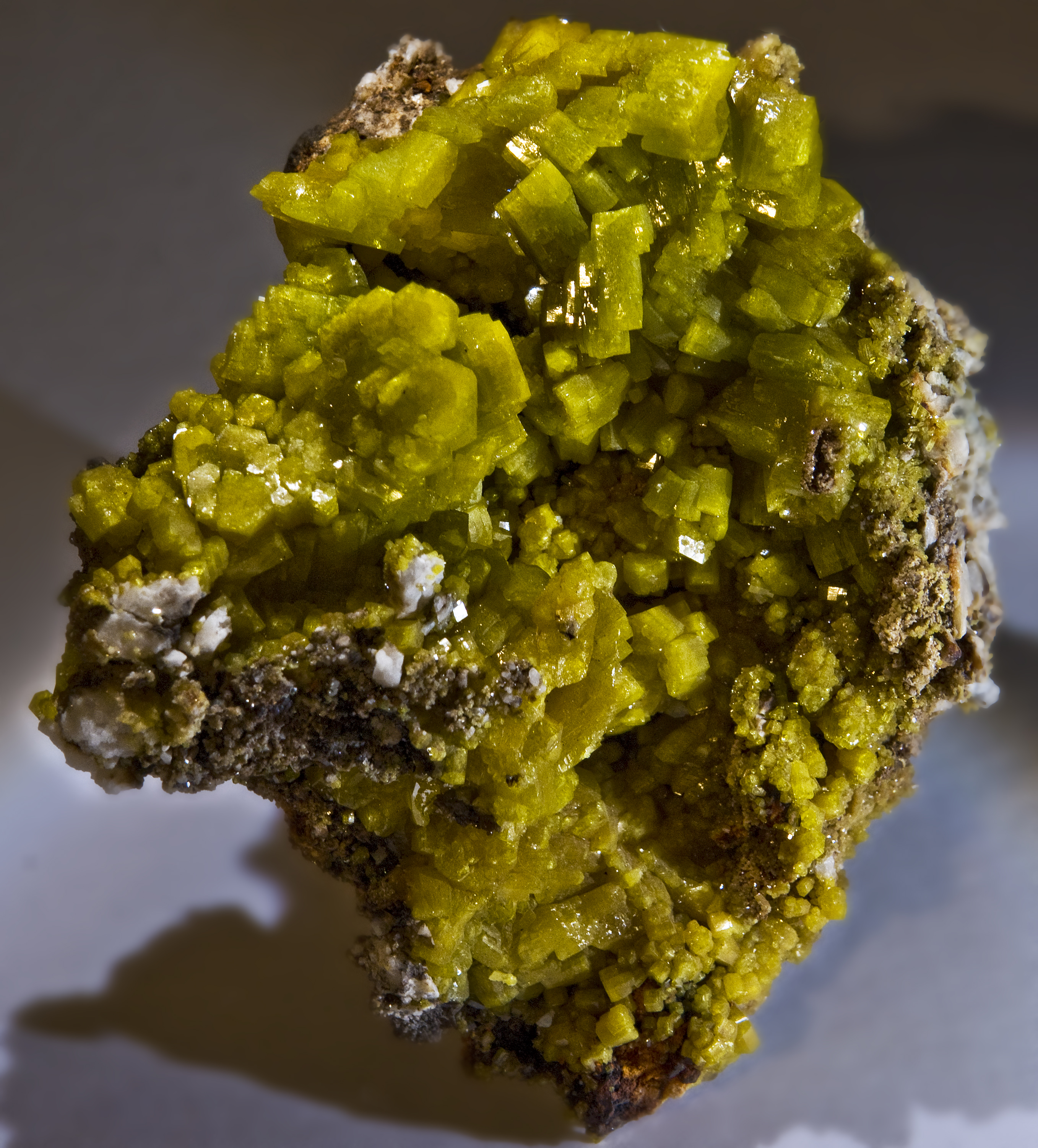
Pyromorphite -Bunker Hill Mine, Idaho, USA (8x7cm)
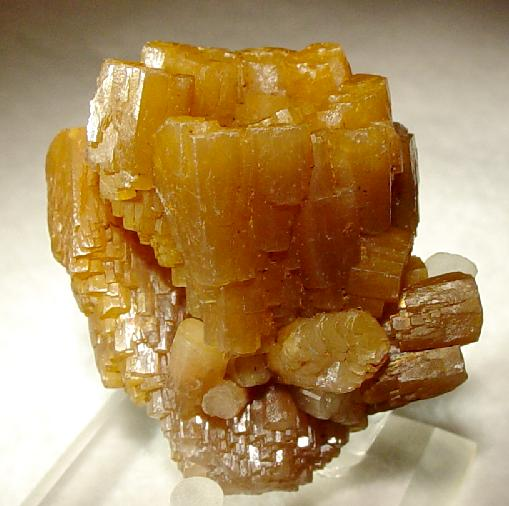
Pyromorphite, Allemagne, 4.4 x 4.2 x 2.5 cm
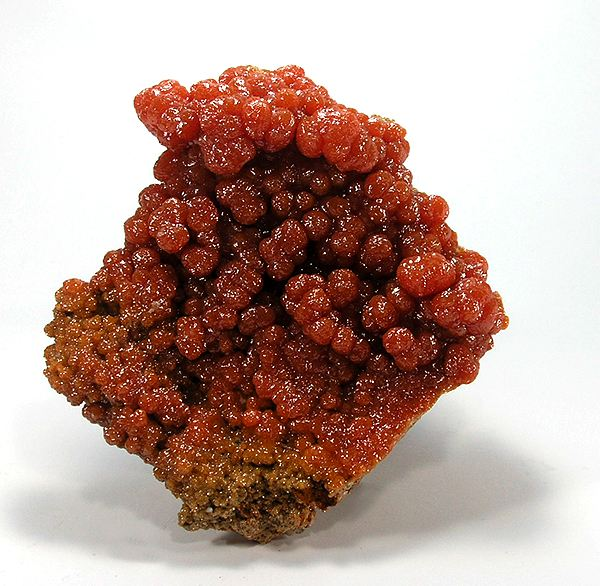
Pyromorphite, USA, 10 x 9.3 x 2.4 cm